# قرع الحية الشعري
قرع الحية الشعري (الاسم العلمي:Trichosanthes pilosa) هو نوع من النباتات يتبع جنس قرع الحية من الفصيلة القرعية.